# Loco Moco

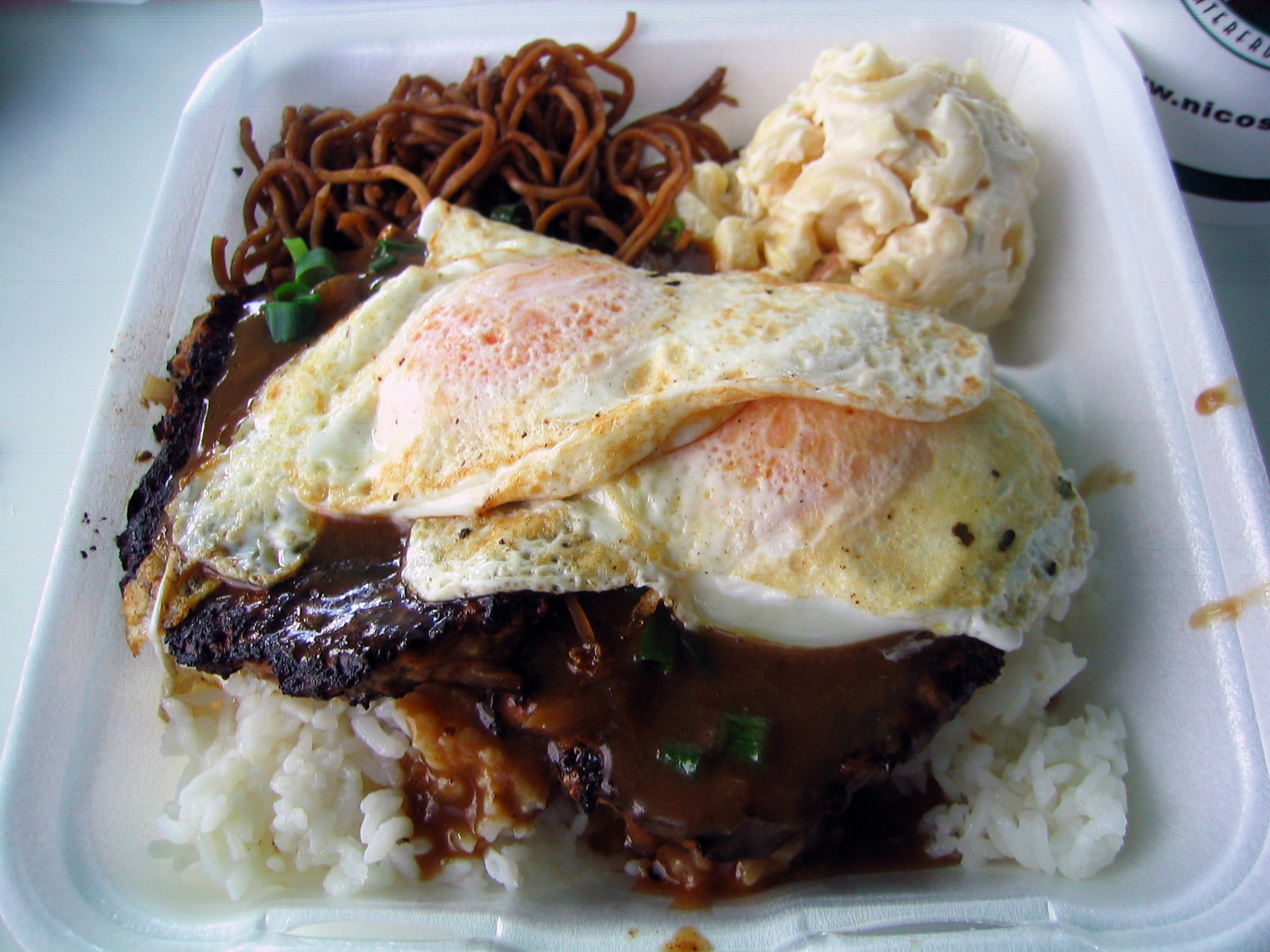
Un plate lunch de loco moco, con saimin frito y ensalada de macaroni.

El Loco Moco es un plato típico de la cocina de Hawái. Existen diversas preparaciones de este plato, pero el loco moco esencial consiste de arroz blanco cubierto con una hamburger patty (es decir la parte cárnica de una hamburguesa), un huevo frito, y salsa marrón tipo gravy. Las variaciones pueden incluir tocino, jamón, Spam, cerdo kalua, Linguiça, ternera teriyaki, pollo teriyaki, mahi-mahi, gambas, ostras y otras carnes. El plato posee mucha popularidad en Hawái.

## Historia
El profesor James Kelly de la Universidad de Hawái escribe que el loco moco fue creado por la familia Inoue, que fue propiedad de Lincoln Grill en Hilo, Hawái en 1949. Un grupo de muchachos del Lincoln Wreckers sports club que parece ser inventaron el plato al no tener dinero para una hamburguesa. Juntando entre todos dinero y elementos del menú. Uno de los chicos, llamado George Okimoto, y que era apodado "Crazy" (Loco en idioma español) fue quien puso el nombre a dicho plato.